# Замок Мессак
За́мок Мессак (фр. Château de Messac) — французский замок XIII—XX веков в коммуне Рейак департамента Канталь. При замке разбит большой парк.

## Описание
Замок расположен на участке вдоль старой королевской дороги из Орийака в Мориак, с видом на брод через Баисс, приток реки Отр. По словам французского лингвиста Альбера Доза, Мессак — галло-римское название Метиак, обозначающее владения Метия в земельном реестре Диоклетиана.
Здание состоит из главного здания с тремя квадратными этажами, примыкающего на севере к круглой башне из неровного камня с квадратными этажами и крещатым сводом. Позднее к замку был пристроен небольшой односекционный флигель с килевидной перемычкой и два других крыла со сводами с корзинчатыми ручками[3], датируемыми XVI веком.
Восточное крыло и южная квадратная башня были добавлены генералом Леоном Праксом позже до конца XIX века. В 1930 году архитектор Жорж Брёйль (1903—1999) реализовал проект реконструкции замка, который в 2001 году был передан в архив департамента Канталь.

## История
Мессак был феодом, принадлежавшим аббатству д’Орийак, а позднее сеньорату Конро. Первыми известными владельцами была семья рыцарей, сеньоров этого места, упоминаемая в документах начала XIII века, которые, по-видимому, стояли у истоков Мессака де Ларокбру. Извещения о созыве на церемонию бракосочетания 1384 и 1387 годов, а затем и 1533 года, свидетельствуют о том, что Мессак-лез-Рейяк находился под юрисдикцией Карладеса и виконтов Карла. Замок был резиденцией местного правосудия до начала XVII века. В состав поместья входила гора в Жирголе с резиденцией мэра.
Феод перешёл по наследству к семьям Крозе де Беллестат и Ла Гард де Сэнь, затем к семьям Кессак де Седеж и Леотуан д’Анжони. Проданный в национальную собственность во время Революции, Мессак впоследствии принадлежал семьям Пракс, Каналь, а затем Метрие. Мессакская хартия, включающая документы XIII—XVIII веков, включая три дани, была передана в архив департамента Канталь одновременно с коллекцией Анжонских хартий.

## Галерея

Внешний вид замка
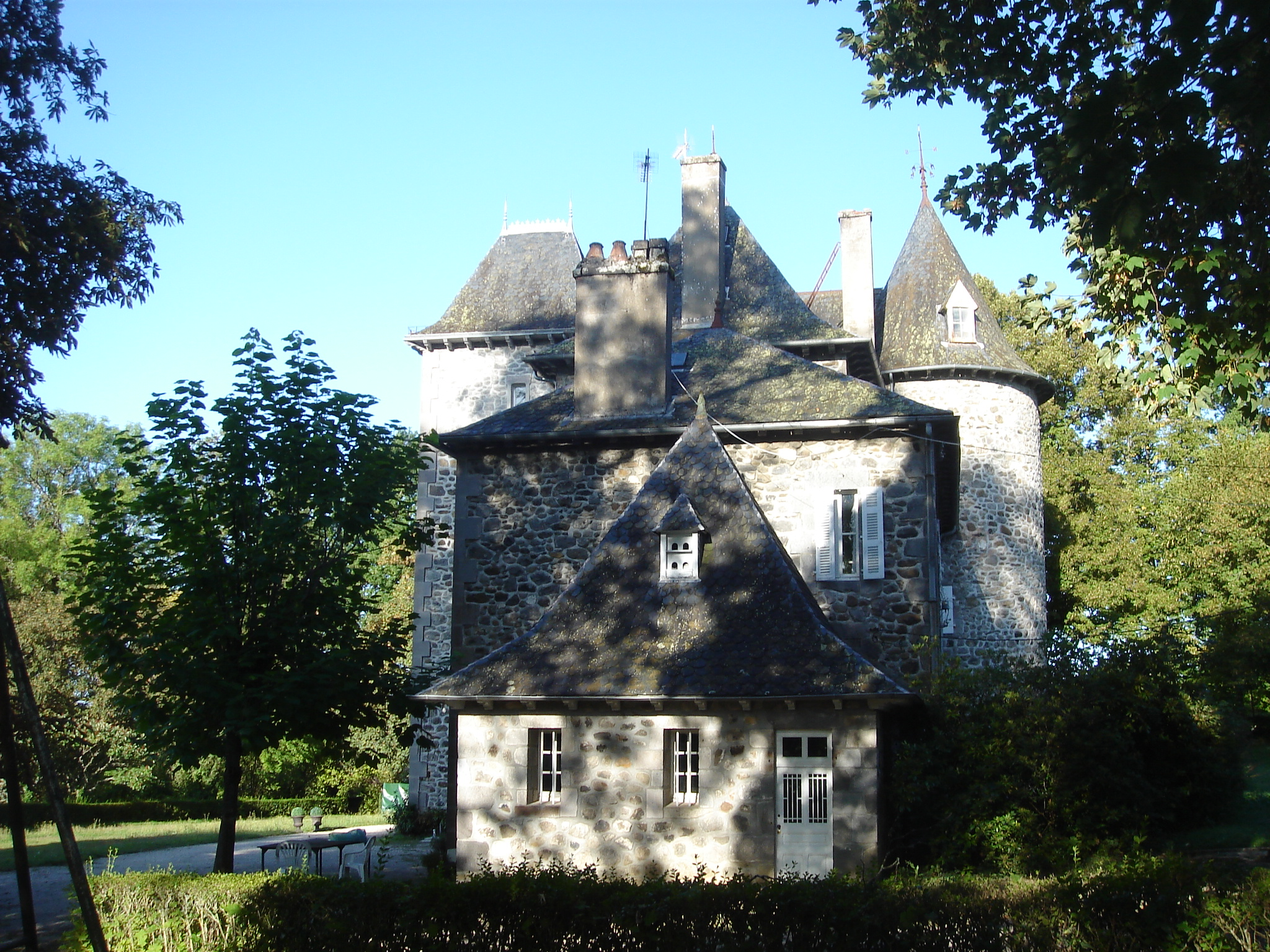
Восточный фасад
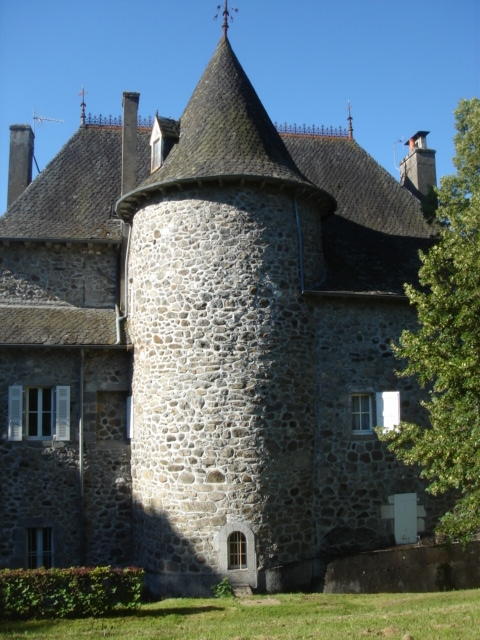
Северная башня
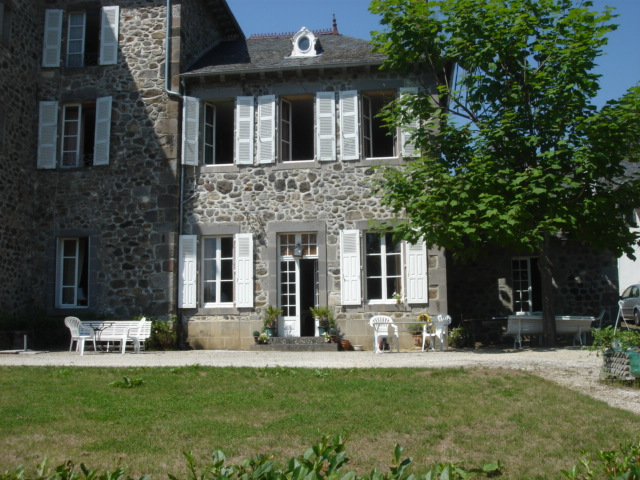
Восточное крыло
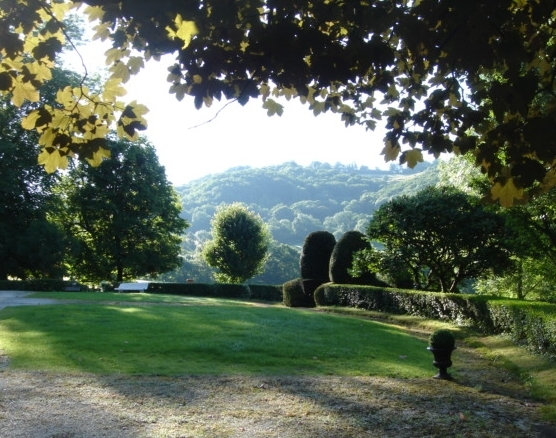
Парк

Интерьер
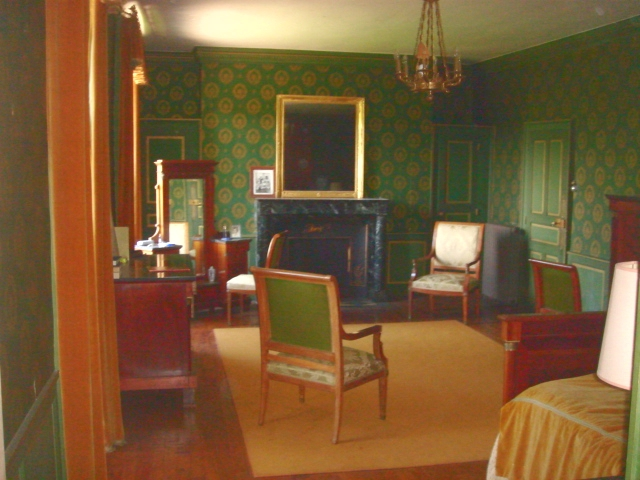
Зелёная комната
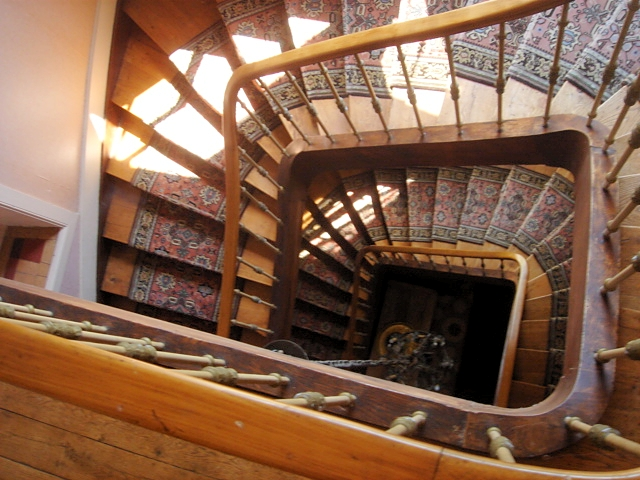
Лестница
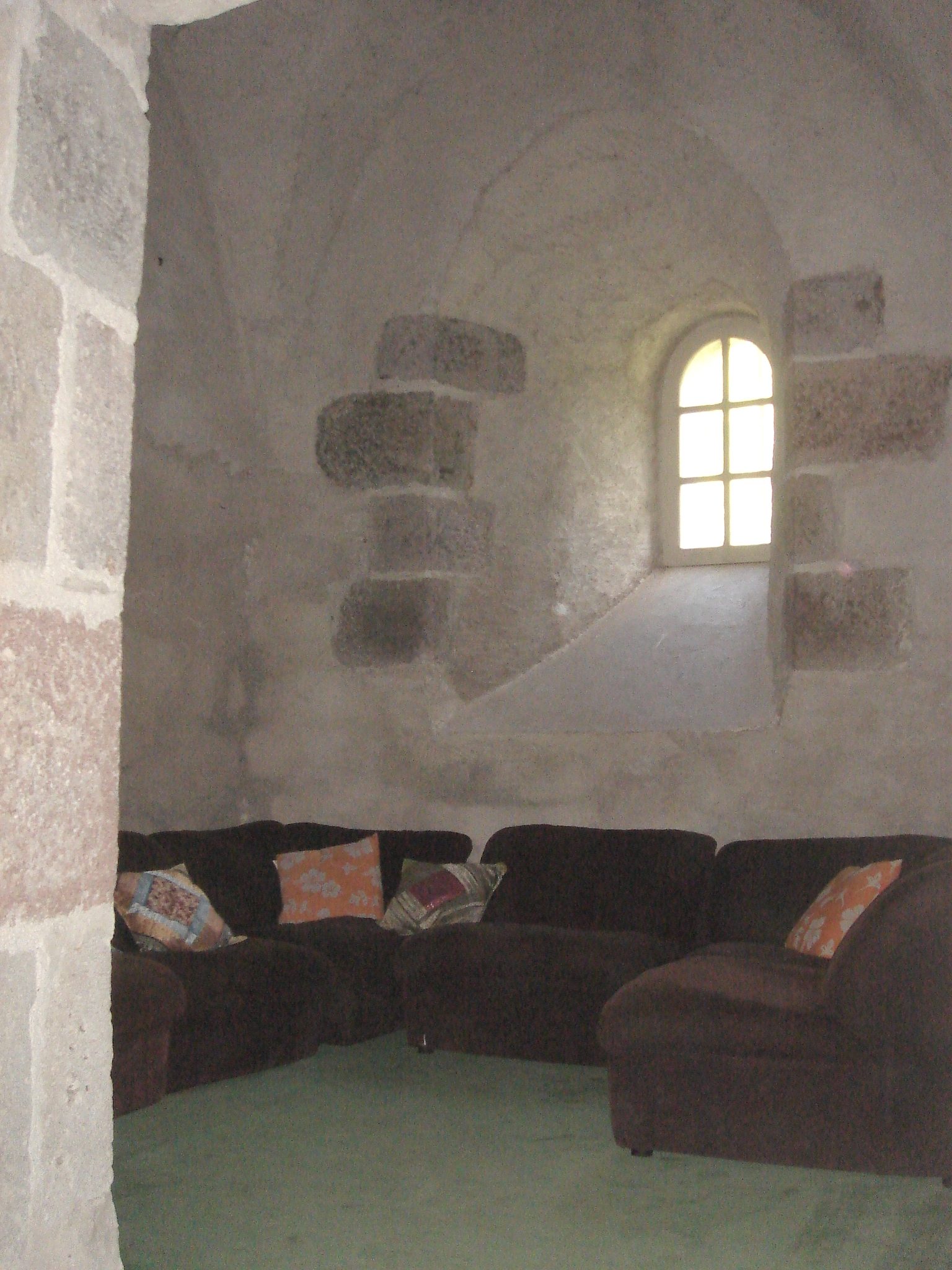
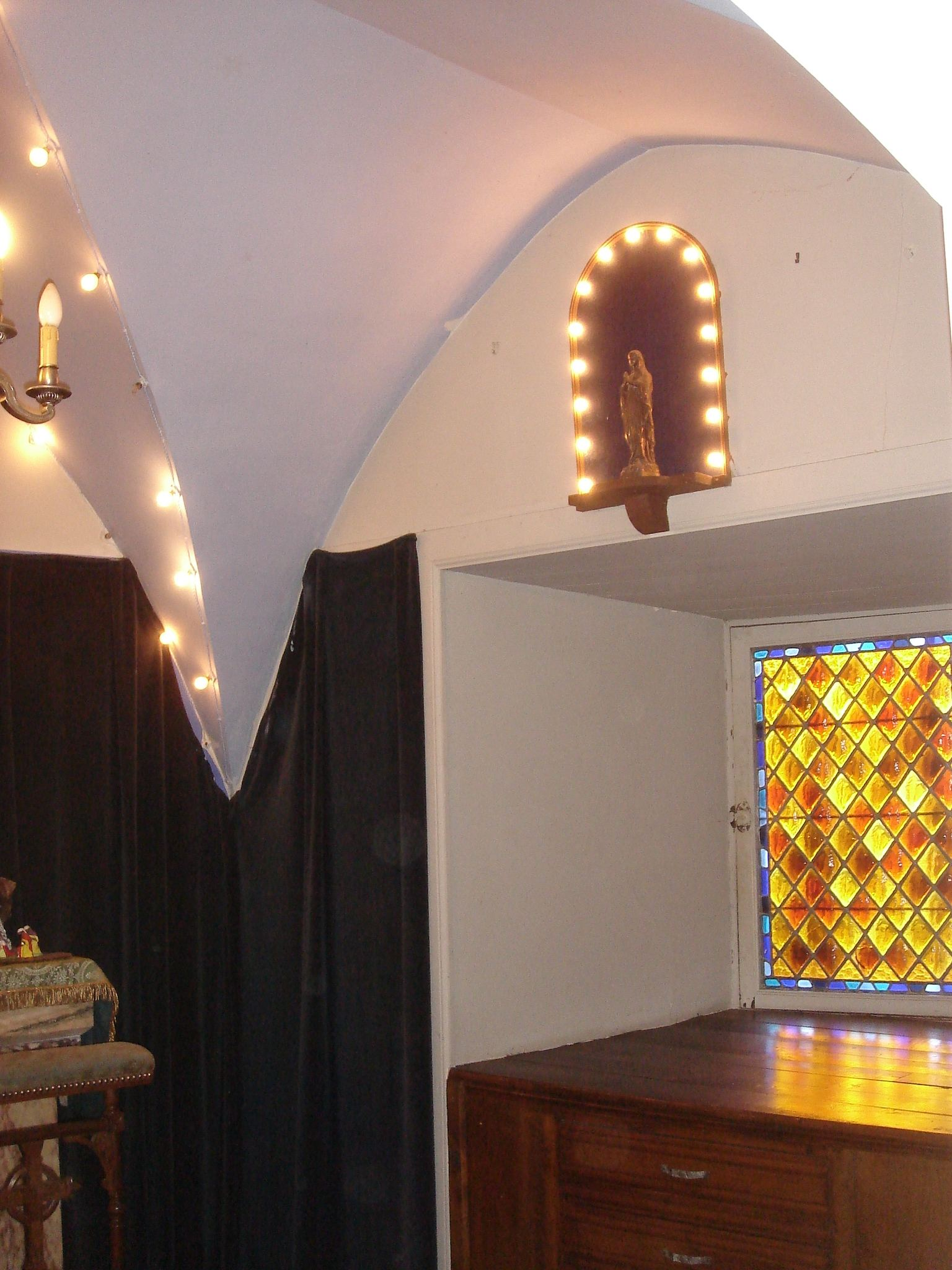
Витраж часовни